# بنیاد سایبورگ

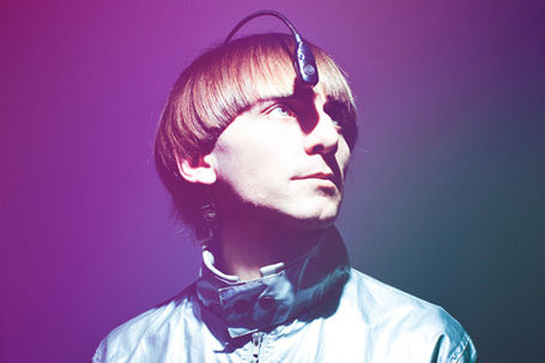
نیل هاربیسون یک سایبورگ و بنیانگذار بنیاد سایبورگ

بنیاد سایبورگ (به انگلیسی: Cyborg Foundation) یک سازمان ناسودبر است که در سال ۲۰۱۰ توسط نیل هاربیسون یک فعال سایبورگ و هنرمند و همکار طولانی مدتش مون ریباس تأسیس شد. این بنیاد یک مؤسسه برای پژوهش، ایجاد و ترویج پروژه‌های مربوط به توسعه و ایجاد حواس و ادراک جدید با استفاده از تکنولوژی به بدن انسان است. بنیاد سایبورگ اولین بار در پارک علم و فناوری Tecnocampus واقع در شهر ماتارو در استان بارسلون در کشور اسپانیا ایجاد شد ولی هم‌اکنون در مرکز شهر بارسلون قرار دارد. این بنیاد با چندین مؤسسه، دانشگاه و مراکز تحقیقاتی در سراسر دنیا همکاری می‌کند.
مأموریت این بنیاد کمک به انسان‌ها برای تبدیل شدن به سایبورگ و ترویج استفاده از سایبرنتیک به عنوان بخشی از بدن انسان و دفاع از حقوق سایبورگ‌ها است. این بنیاد افزونه‌های سایبرنتیک نمی‌فروشد و معتقد است که Eyeborgها و دیگر افزونه‌های سایبرنتیک باید به عنوان قسمت‌های بدن تلقی شوند نه به عنوان دستگاه، و بنابراین هرگز نباید فروخته شوند. درعوض آن‌ها مردم را تشویق به ساخت افزونه‌های سایبرنتیک و حسی برای خود می‌کنند.

## پیوندهای وابسته
- سایبورگ
- سایبورگ (کمیک)